# Центральний масив
Центральний масив (фр. Massif Central) — гірський масив в центрі і на півдні Франції. На сході відокремлений від Альп глибокою долиною Рони, витягнутою з півночі на південь. Висота до 1886 м (гора Пюй-де-Сансі).
У північному і центральному районах Центрального масиву базальтові плато з конусами згаслих вулканів чергуються з плоскогір'ями і меридіонально витягнутими долинами річок басейну Луари, на півдні — карстові плато Косс, на південному сході та сході знаходиться низка гір і плоскогір'їв (Севенни тощо), з крутими сходоподобними схилами, зверненими до Ронської низовини й узбережжя Середземного моря; на півночі й північному заході — плоскогір'я Морван, Лімузен, Мільзаш тощо.
Клімат помірний, океанічний, з прохолодним літом і м'якою зимою. Рослинність представлена в основному широколистяними лісами, вище за 1200 м — ялицеві ліси, вище за 1400 м — субальпийські луки та чагарники.
Значна частина території освоєна людиною (рілля, пасовища, виноградники). Є родовища урану, кам'яного вугілля, мінеральних вод (зокрема такі відомі як Віші).

## Географія та геологія
Центральний масив — давній масив, утворений під час герцинського орогенезу, що складається в основному з гранітних та метаморфічних порід. Був сильно піднятий та перекраяний, тому виглядає геологічно молодшим у східній частині, підняттям Альп протягом у палеогені та у південній частині підняттям Піренеїв. Таким чином, масив представляє сильно асиметричний профіль висот із нагір'ями на півдні та сході (Севенни), що домінують над долиною Рони та рівнинами Лангедока. Ці тектонічні рухи створили розломи і можуть бути джерелом вулканізму в масиві (але гіпотеза ще не доведена). Насправді над кристалічним фундаментом можна спостерігати безліч вулканів різного типу та віку: вулканічні плато (Обрак, Сезальє), стратовулкани (гори Канталь, Мон-Дор) та малі, зовсім недавні моногенні вулкани (Шен-де-Пюї, Віваре). Масив має велику концентрацію близько 450 згаслих вулканів. Шен-де-Пюї (поблизу Клермон-Феррана), хребет, що прямує з півночі на південь і має довжину менше 160 км, містить 115 з них. Регіональний природний парк Вулкани Овернь знаходиться на масиві. Парк розваг Вулканія поблизу Клермон-Феррана дозволяє відвідувачам відкрити цю природну спадщину та знайомить їх з вулканологією.
На півдні розташовано плато Кос що складається з піднятих крейдяних плато, порізаних дуже глибокими каньйонами. Найвідоміший із них — Горж-дю-Тарн.